# Puchar Świata w Rugby 7 (2018) – kwalifikacje mężczyzn
Kwalifikacje mężczyzn do Pucharu Świata w Rugby 7 (2018) miały na celu wyłonienie męskich reprezentacji narodowych w rugby 7, które wystąpiły w finałach tego turnieju.

## Informacje ogólne
Turniej finałowy organizowanego przez World Rugby Pucharu Świata odbędzie się w San Francisco w dniach 20–22 lipca 2018 roku i wezmą w nim udział dwadzieścia cztery drużyny. Schemat eliminacji został opublikowany we wrześniu 2016 roku. Automatyczny awans do turnieju finałowego uzyskali ćwierćfinaliści poprzedniego Pucharu Świata. O pozostałe miejsca odbywały się kwalifikacje oparte na rankingu światowego cyklu oraz regionalnych turniejach zaplanowanych na okres od czerwca 2017 do kwietnia 2018 roku. Ameryce Północnej przyznano jedno miejsce, pięciu pozostałym regionom natomiast po dwa.

## Zakwalifikowane drużyny
|                           | Afryka                      | Ameryka Południowa | Ameryka Północna/Karaiby | Azja                 | Europa                     | Oceania                             |
| ------------------------- | --------------------------- | ------------------ | ------------------------ | -------------------- | -------------------------- | ----------------------------------- |
| Automatyczna kwalifikacja | - Kenia - Południowa Afryka |                    | - Stany Zjednoczone      |                      | - Anglia - Francja - Walia | - Australia - Fidżi - Nowa Zelandia |
| WRSS (2016/2017)          |                             | - Argentyna        | - Kanada                 |                      | - Szkocja                  | - Samoa                             |
| Regionalne eliminacje     | - Uganda - Zimbabwe         | - Chile - Urugwaj  | - Jamajka                | - Hongkong - Japonia | - Irlandia - Rosja         | - Papua-Nowa Gwinea - Tonga         |

## Kwalifikacje

### World Rugby Sevens Series
Status core teams w sezonie WRSS (2016/2017) posiadało piętnaście reprezentacji. Dziewięć z nich miało już zapewnioną kwalifikację na Puchar Świata (ośmiu ćwierćfinalistów poprzedniej edycji oraz USA jako gospodarz). Cztery kolejne miejsca były przeznaczone dla najwyżej sklasyfikowanych w punktacji generalnej sezonu zespołów spośród pozostałych sześciu. Awans na Puchar Świata uzyskały Szkocja, Kanada, Samoa i Argentyna.

### Afryka
Stawką turnieju kwalifikacyjnego, będącego jednocześnie mistrzostwami Afryki, który odbył się w dniach 18–19 listopada 2017 roku w Kampali, były dwa miejsca w turnieju finałowym Pucharu Świata. Zawody rozegrano w dziesięciozespołowej obsadzie, drużyny rywalizowały w pierwszym dniu systemem kołowym podzielone na dwie pięciozespołowe grupy, po czym osiem najlepszych awansowało do ćwierćfinałów. W finale lepsza od Zimbabwe okazała się Uganda, a oba te zespoły uzyskały awans na Puchar Świata.

### Ameryka Północna/Karaiby
Turniej kwalifikacyjny, będący jednocześnie mistrzostwami strefy RAN, odbył się w Meksyku w dniach 25–26 listopada 2017 roku, a awans do turnieju finałowego Pucharu Świata uzyskał jeden zespół. W mistrzostwach wzięło udział dziesięć zespołów, które w pierwszym dniu walczyły systemem kołowym podzielone na trzy grupy, czterozespołową i dwie złożone z trzech drużyn. Czołowe dwójki z każdej z grup awansowały do fazy zasadniczej, po której nastąpiła faza pucharowa. Triumfowała w nim reprezentacja Jamajki, która tym samym awansowała po raz pierwszy w historii do turnieju finałowego Pucharu Świata.

### Ameryka Południowa
Ameryce Południowej w turnieju finałowym Pucharu Świata przyznano dwa miejsca, o które walka odbyła się podczas Sudamérica Rugby Sevens 2018 w pierwszej połowie stycznia 2018 roku. Zawody zostały rozegrane w formie dwóch rankingowych turniejów – w urugwajskim Maldonado i chilijskim Viña del Mar – a o kwalifikację rywalizowało pięć spośród dwunastu uczestniczących zespołów. W obydwu turniejach najwyżej spośród południowoamerykańskich reprezentacji były sklasyfikowane Urugwaj i Chile.

### Azja
Azji w turnieju finałowym Pucharu Świata przyznano dwa miejsca, o które rywalizacja odbyła się podczas trzyrundowych mistrzostw kontynentu we wrześniu i październiku 2017 roku. Jedynym zespołem, który wystąpił we wszystkich trzech finałach, była Japonia. W otwierających sezon zawodach pokonała Hongkong, w drugim turnieju przegrała jednak z Koreą Południową. W ostatnim z nich po raz kolejny spotkała się w finale z Hongkongiem, tym razem ulegając jednak po dogrywce. Korea Południowa zajęła ostatecznie w klasyfikacji generalnej trzecią lokatę, a czołowa dwójka cyklu – zespoły Japonii i Hongkongu – uzyskały awans na Puchar Świata 2018.

### Europa
Europie w turnieju finałowym Pucharu Świata przyznano dwa miejsca, które otrzymać miały dwie najwyżej uplasowane w czterorundowych ME 2017 reprezentacje, które dotychczas nie uzyskały awansu. Kwalifikację na Puchar Świata wywalczyły Rosja i Irlandia – czołowe dwie drużyny klasyfikacji generalnej europejskiego czempionatu.

### Oceania
Oceanii w turnieju finałowym Pucharu Świata przyznano dwa miejsca – o jedno zespoły rywalizowały na mistrzostwach kontynentu, o drugie zaś podczas Miniigrzysk Pacyfiku 2017. W rozegranym w Suvie turnieju wzięło udział trzynaście reprezentacji, które rywalizowały w pierwszym dniu systemem kołowym w ramach czterech grup – trzech trzy- i jednej czterozespołowej – po czym po dwie czołowe z każdej z nich awansowały do ćwierćfinałów. Z uwagi na fakt, iż uczestnicy półfinałów mieli już dotychczas zagwarantowany awans, kwalifikację uzyskał piąty w zawodach zespół Papui-Nowej Gwinei. Drugą część eliminacji stanowił turniej w Port Vila, w którym dziesięć uczestniczących drużyn w pierwszej fazie walczyło w ramach dwóch pięciozespołowych grup, po czym nastąpiła faza pucharowa – po dwie czołowe drużyny z każdej grupy awansowały do półfinałów. Prawo gry w Pucharze Świata otrzymali reprezentanci Tonga, brązowi medaliści miniigrzysk.